# Sălbăgelu Nou, Caraș-Severin
Sălbăgelu Nou (1924: Giulatelep) este un sat în comuna Sacu din județul Caraș-Severin, Banat, România.